# Llista d'asteroides/143701-143800
| Nom      | Designació provisional | Data de descobriment   | Lloc de descobriment | Descobridor/s |
| -------- | ---------------------- | ---------------------- | -------------------- | ------------- |
| 143701 - | 2003 UV79              | 19 d'octubre de 2003   | Haleakala            | NEAT          |
| 143702 - | 2003 UG91              | 20 d'octubre de 2003   | Socorro              | LINEAR        |
| 143703 - | 2003 UQ101             | 20 d'octubre de 2003   | Socorro              | LINEAR        |
| 143704 - | 2003 UV109             | 19 d'octubre de 2003   | Palomar              | NEAT          |
| 143705 - | 2003 UR115             | 20 d'octubre de 2003   | Palomar              | NEAT          |
| 143706 - | 2003 UG117             | 21 d'octubre de 2003   | Socorro              | LINEAR        |
| 143707 - | 2003 UY117             | 22 d'octubre de 2003   | Kitt Peak            | Spacewatch    |
| 143708 - | 2003 UV126             | 20 d'octubre de 2003   | Palomar              | NEAT          |
| 143709 - | 2003 UM132             | 19 d'octubre de 2003   | Palomar              | NEAT          |
| 143710 - | 2003 UG134             | 20 d'octubre de 2003   | Palomar              | NEAT          |
| 143711 - | 2003 UR136             | 21 d'octubre de 2003   | Socorro              | LINEAR        |
| 143712 - | 2003 UD142             | 18 d'octubre de 2003   | Anderson Mesa        | LONEOS        |
| 143713 - | 2003 UF143             | 18 d'octubre de 2003   | Anderson Mesa        | LONEOS        |
| 143714 - | 2003 UL158             | 20 d'octubre de 2003   | Kitt Peak            | Spacewatch    |
| 143715 - | 2003 UT158             | 20 d'octubre de 2003   | Kitt Peak            | Spacewatch    |
| 143716 - | 2003 UM164             | 21 d'octubre de 2003   | Socorro              | LINEAR        |
| 143717 - | 2003 UF165             | 21 d'octubre de 2003   | Palomar              | NEAT          |
| 143718 - | 2003 UX167             | 22 d'octubre de 2003   | Socorro              | LINEAR        |
| 143719 - | 2003 UU177             | 21 d'octubre de 2003   | Palomar              | NEAT          |
| 143720 - | 2003 US182             | 21 d'octubre de 2003   | Palomar              | NEAT          |
| 143721 - | 2003 UB184             | 21 d'octubre de 2003   | Palomar              | NEAT          |
| 143722 - | 2003 UM188             | 22 d'octubre de 2003   | Socorro              | LINEAR        |
| 143723 - | 2003 UW199             | 21 d'octubre de 2003   | Socorro              | LINEAR        |
| 143724 - | 2003 UJ200             | 21 d'octubre de 2003   | Socorro              | LINEAR        |
| 143725 - | 2003 UX200             | 21 d'octubre de 2003   | Socorro              | LINEAR        |
| 143726 - | 2003 UG201             | 21 d'octubre de 2003   | Socorro              | LINEAR        |
| 143727 - | 2003 UB204             | 21 d'octubre de 2003   | Kitt Peak            | Spacewatch    |
| 143728 - | 2003 UE206             | 22 d'octubre de 2003   | Socorro              | LINEAR        |
| 143729 - | 2003 UX209             | 23 d'octubre de 2003   | Anderson Mesa        | LONEOS        |
| 143730 - | 2003 UJ211             | 23 d'octubre de 2003   | Kitt Peak            | Spacewatch    |
| 143731 - | 2003 UH213             | 23 d'octubre de 2003   | Haleakala            | NEAT          |
| 143732 - | 2003 UD217             | 21 d'octubre de 2003   | Socorro              | LINEAR        |
| 143733 - | 2003 UB220             | 21 d'octubre de 2003   | Socorro              | LINEAR        |
| 143734 - | 2003 UK222             | 22 d'octubre de 2003   | Socorro              | LINEAR        |
| 143735 - | 2003 US223             | 22 d'octubre de 2003   | Socorro              | LINEAR        |
| 143736 - | 2003 UM226             | 22 d'octubre de 2003   | Kitt Peak            | Spacewatch    |
| 143737 - | 2003 UJ236             | 22 d'octubre de 2003   | Haleakala            | NEAT          |
| 143738 - | 2003 UK239             | 24 d'octubre de 2003   | Socorro              | LINEAR        |
| 143739 - | 2003 UB246             | 24 d'octubre de 2003   | Socorro              | LINEAR        |
| 143740 - | 2003 UF247             | 24 d'octubre de 2003   | Socorro              | LINEAR        |
| 143741 - | 2003 UX248             | 25 d'octubre de 2003   | Socorro              | LINEAR        |
| 143742 - | 2003 UZ250             | 25 d'octubre de 2003   | Socorro              | LINEAR        |
| 143743 - | 2003 UJ253             | 27 d'octubre de 2003   | Socorro              | LINEAR        |
| 143744 - | 2003 UD258             | 25 d'octubre de 2003   | Socorro              | LINEAR        |
| 143745 - | 2003 UC259             | 25 d'octubre de 2003   | Socorro              | LINEAR        |
| 143746 - | 2003 UD259             | 25 d'octubre de 2003   | Socorro              | LINEAR        |
| 143747 - | 2003 UQ259             | 25 d'octubre de 2003   | Socorro              | LINEAR        |
| 143748 - | 2003 UA262             | 26 d'octubre de 2003   | Kitt Peak            | Spacewatch    |
| 143749 - | 2003 UR266             | 28 d'octubre de 2003   | Socorro              | LINEAR        |
| 143750 - | 2003 UJ288             | 23 d'octubre de 2003   | Kitt Peak            | M. W. Buie    |
| 143751 - | 2003 US292             | 24 d'octubre de 2003   | Kitt Peak            | M. W. Buie    |
| 143752 - | 2003 VJ1               | 5 de novembre de 2003  | Socorro              | LINEAR        |
| 143753 - | 2003 VN8               | 15 de novembre de 2003 | Palomar              | NEAT          |
| 143754 - | 2003 VB11              | 15 de novembre de 2003 | Palomar              | NEAT          |
| 143755 - | 2003 VG11              | 15 de novembre de 2003 | Palomar              | NEAT          |
| 143756 - | 2003 WF4               | 16 de novembre de 2003 | Catalina             | CSS           |
| 143757 - | 2003 WX5               | 18 de novembre de 2003 | Palomar              | NEAT          |
| 143758 - | 2003 WY10              | 18 de novembre de 2003 | Palomar              | NEAT          |
| 143759 - | 2003 WC11              | 18 de novembre de 2003 | Palomar              | NEAT          |
| 143760 - | 2003 WX11              | 18 de novembre de 2003 | Palomar              | NEAT          |
| 143761 - | 2003 WS22              | 16 de novembre de 2003 | Catalina             | CSS           |
| 143762 - | 2003 WJ29              | 18 de novembre de 2003 | Kitt Peak            | Spacewatch    |
| 143763 - | 2003 WQ29              | 18 de novembre de 2003 | Kitt Peak            | Spacewatch    |
| 143764 - | 2003 WS30              | 18 de novembre de 2003 | Kitt Peak            | Spacewatch    |
| 143765 - | 2003 WP31              | 18 de novembre de 2003 | Palomar              | NEAT          |
| 143766 - | 2003 WZ33              | 19 de novembre de 2003 | Kitt Peak            | Spacewatch    |
| 143767 - | 2003 WZ35              | 19 de novembre de 2003 | Catalina             | CSS           |
| 143768 - | 2003 WH36              | 19 de novembre de 2003 | Kitt Peak            | Spacewatch    |
| 143769 - | 2003 WM37              | 19 de novembre de 2003 | Socorro              | LINEAR        |
| 143770 - | 2003 WR37              | 19 de novembre de 2003 | Socorro              | LINEAR        |
| 143771 - | 2003 WS39              | 19 de novembre de 2003 | Kitt Peak            | Spacewatch    |
| 143772 - | 2003 WF41              | 19 de novembre de 2003 | Kitt Peak            | Spacewatch    |
| 143773 - | 2003 WY42              | 16 de novembre de 2003 | Catalina             | CSS           |
| 143774 - | 2003 WF43              | 18 de novembre de 2003 | Catalina             | CSS           |
| 143775 - | 2003 WR57              | 18 de novembre de 2003 | Kitt Peak            | Spacewatch    |
| 143776 - | 2003 WG59              | 18 de novembre de 2003 | Kitt Peak            | Spacewatch    |
| 143777 - | 2003 WL66              | 19 de novembre de 2003 | Kitt Peak            | Spacewatch    |
| 143778 - | 2003 WG67              | 19 de novembre de 2003 | Kitt Peak            | Spacewatch    |
| 143779 - | 2003 WN67              | 19 de novembre de 2003 | Kitt Peak            | Spacewatch    |
| 143780 - | 2003 WT67              | 19 de novembre de 2003 | Kitt Peak            | Spacewatch    |
| 143781 - | 2003 WE68              | 19 de novembre de 2003 | Kitt Peak            | Spacewatch    |
| 143782 - | 2003 WU68              | 19 de novembre de 2003 | Kitt Peak            | Spacewatch    |
| 143783 - | 2003 WC74              | 20 de novembre de 2003 | Socorro              | LINEAR        |
| 143784 - | 2003 WU74              | 20 de novembre de 2003 | Socorro              | LINEAR        |
| 143785 - | 2003 WR76              | 19 de novembre de 2003 | Kitt Peak            | Spacewatch    |
| 143786 - | 2003 WZ90              | 18 de novembre de 2003 | Kitt Peak            | Spacewatch    |
| 143787 - | 2003 WO91              | 18 de novembre de 2003 | Palomar              | NEAT          |
| 143788 - | 2003 WL92              | 18 de novembre de 2003 | Palomar              | NEAT          |
| 143789 - | 2003 WR92              | 19 de novembre de 2003 | Anderson Mesa        | LONEOS        |
| 143790 - | 2003 WE96              | 19 de novembre de 2003 | Anderson Mesa        | LONEOS        |
| 143791 - | 2003 WT103             | 21 de novembre de 2003 | Socorro              | LINEAR        |
| 143792 - | 2003 WL104             | 21 de novembre de 2003 | Socorro              | LINEAR        |
| 143793 - | 2003 WQ104             | 21 de novembre de 2003 | Socorro              | LINEAR        |
| 143794 - | 2003 WY104             | 21 de novembre de 2003 | Socorro              | LINEAR        |
| 143795 - | 2003 WO105             | 21 de novembre de 2003 | Socorro              | LINEAR        |
| 143796 - | 2003 WP107             | 23 de novembre de 2003 | Socorro              | LINEAR        |
| 143797 - | 2003 WA112             | 20 de novembre de 2003 | Socorro              | LINEAR        |
| 143798 - | 2003 WC113             | 20 de novembre de 2003 | Socorro              | LINEAR        |
| 143799 - | 2003 WJ113             | 20 de novembre de 2003 | Socorro              | LINEAR        |
| 143800 - | 2003 WM115             | 20 de novembre de 2003 | Socorro              | LINEAR        |